# Takuya Miyamoto (fodboldspiller, født 1993)
 For alternative betydninger, se Takuya Miyamoto. (Se også artikler, som begynder med Takuya Miyamoto)
Takuya Miyamoto (født 21. maj 1993) er en japansk fodboldspiller, som spiller for den japanske fodboldklub Mito HollyHock.